# Distichophyllum yakumontanum
Distichophyllum yakumontanum là một loài Rêu trong họ Hookeriaceae. Loài này được H. Akiy. & Matsui mô tả khoa học đầu tiên năm 2005.